# Garlica exila
Garlica exila är en insektsart som beskrevs av Blocker 1979. Garlica exila ingår i släktet Garlica och familjen dvärgstritar. Inga underarter finns listade i Catalogue of Life.